# Finland op de Olympische Winterspelen 1998
Tijdens de Olympische Winterspelen van 1998, die in Nagano (Japan) werden gehouden, nam Finland voor de achttiende keer deel.

## Medailleoverzicht
| Sport              | Olympiër                                                 | Discipline                     | Medaille |
| ------------------ | -------------------------------------------------------- | ------------------------------ | -------- |
| Langlaufen         | Mika Myllylä                                             | 30 km klassiek (m)             | Goud     |
| Schansspringen     | Jani Soininen                                            | normale schans individueel (m) | Goud     |
| Freestyleskiën     | Janne Lahtela                                            | moguls (m)                     | Zilver   |
| Noordse combinatie | Samppa Lajunen                                           | individueel (m)                | Zilver   |
| Noordse combinatie | Samppa Lajunen Jari Mantila Tapio Nurmela Hannu Manninen | team (m)                       | Zilver   |
| Schansspringen     | Jani Soininen                                            | grote schans individueel (m)   | Zilver   |
| Biatlon            | Ville Räikkönen                                          | 10 km (m)                      | Brons    |
| Freestyleskiën     | Sami Mustonen                                            | moguls (m)                     | Brons    |
| Langlaufen         | Mika Myllylä                                             | 10 km klassiek (m)             | Brons    |
| Langlaufen         | Harri Kirvesniemi Mika Myllylä Sami Repo Jari Isometsä   | 4x10 km estafette (m)          | Brons    |
| IJshockey          | Olympisch team                                           | mannen                         | Brons    |
| IJshockey          | Olympisch team                                           | vrouwen                        | Brons    |

## Deelnemers en resultaten
(m) = mannen, (v) = vrouwen 

### Alpineskiën
| Olympiër         | Discipline       | Resultaat | Prestatie                        |
| ---------------- | ---------------- | --------- | -------------------------------- |
| Mika Marila      | reuzenslalom (m) | dnf-1     | opgave run 1                     |
| Mika Marila      | slalom (m)       | dnf-1     | opgave run 1                     |
| Kalle Palander   | reuzenslalom (m) | dnf-2     | opgave run 2 1.24,02+dnf         |
| Kalle Palander   | slalom (m)       | 9e        | 1.51,81 (+2,50) 56,37+55,44      |
| Kalle Palander   | combinatie (m)   | dnf-s1    | opgave slalom run 1              |
| Sami Uotila      | reuzenslalom (m) | 19e       | 2.43,45 (+4,94) 1.23,43+1.20,02  |
| Sami Uotila      | slalom (m)       | dnf-1     | opgave run 1                     |
|                  |                  |           |                                  |
| Tanja Poutiainen | reuzenslalom (v) | 26e       | 3.01,66 (+11,07) 1.24,90+1.36,76 |
| Tanja Poutiainen | slalom (v)       | 18e       | 1.37,51 (+5,11) 48,06+49,45      |
| Henna Raita      | reuzenslalom (v) | dnf-1     | opgave run 1                     |
| Henna Raita      | slalom (v)       | dnf-2     | opgave run 2 47,18+dnf           |

### Biatlon
| Olympiër                                                              | Discipline             | Resultaat | Prestatie |
| --------------------------------------------------------------------- | ---------------------- | --------- | --- |
| Harri Eloranta                                                        | 10 km (m)              | 20e       | 29.21,8 (+2.05,6) pen.: 2 (1 + 1) |
| Vesa Hietalahti                                                       | 20 km (m)              | dnf       | opgave |
| Paavo Puurunen                                                        | 10 km (m)              | 9e        | 28.44,0 (+1.27,8) pen.: 0 (0 + 0) |
| Paavo Puurunen                                                        | 20 km (m)              | 23e       | 1:00.11,7 (+4.55,3) pen.: 3 (1 + 1 + 1 + 0) |
| Ville Räikkönen                                                       | 10 km (m)              | Brons     | 28.21,7 (+1.05,5) pen.: 1 (0 + 1) |
| Ville Räikkönen                                                       | 20 km (m)              | 27e       | 1:00.25,3 (+4.08,9) pen.: 3 (0 + 0 + 1 + 2) |
| Team Ville Räikkönen Paavo Puurunen Harri Eloranta Olli-Pekka Peltola | 4x7,5 km estafette (m) | 8e        | 1:25.01,4 (+3.25,2) pen.: 2-11 20.34,3 pen.: 0-2 (0-2 + 0-0) 20.08,6 pen.: 0-1 (0-0 + 0-1) 22.31,0 pen.: 1-5 (0-2 + 1-3) 21.47,5 pen.: 1-3 (0-0 + 1-3) |
|                                                                       |                        |           | |
| Katja Holanti                                                         | 7,5 km (v)             | 46e       | 25.46,2 (+2.38,2) pen.: 2 (2 + 0) |
| Katja Holanti                                                         | 15 km (v)              | 45e       | 1:01.50,9 (+7.58,9) pen.: 3 (0 + 1 + 0 + 2) |
| Mari Lampinen                                                         | 7,5 km (v)             | 8e        | 23.55,2 (+47,2) pen.: 0 (0 + 0) |
| Mari Lampinen                                                         | 15 km (v)              | 32e       | 1:00.55,2 (+6.03,2) pen.: 5 (0 + 2 + 0 + 3) |

### Freestyleskiën
| Olympiër      | Discipline | Resultaat | Prestatie                         |
| ------------- | ---------- | --------- | --------------------------------- |
| Janne Lahtela | moguls (m) | Zilver    | 26,00 p. (kwalificatie: 25,43 p.) |
| Sami Mustonen | moguls (m) | Brons     | 25,76 p. (kwalificatie: 25,16 p.) |
| Lauri Lassila | moguls (m) | 5e        | 25,43 p. (kwalificatie: 24,53 p.) |
| Minna Karhu   | moguls (v) | 6e        | 23,83 p. (kwalificatie: 22,39 p.) |

### Kunstrijden
| Olympiër   | Discipline | Resultaat | Prestatie                               |
| ---------- | ---------- | --------- | --------------------------------------- |
| Alisa Drei | vrouwen    | 21e       | 29,0 p. (korte kür: 20 - lange kür: 19) |

### Langlaufen
| Olympiër                                                     | Discipline                    | Resultaat | Prestatie                                           |
| ------------------------------------------------------------ | ----------------------------- | --------- | --------------------------------------------------- |
| Juha Alm                                                     | 50 km vrije stijl (m)         | 54e       | 2:25.00,2 (+19.52,0)                                |
| Jari Isometsä                                                | 10 km klassiek (m)            | 15e       | 28.36,7 (+1.12,2)                                   |
| Jari Isometsä                                                | 30 km klassiek (m)            | 4e        | 1:36.51,4 (+2.55,6)                                 |
| Jari Isometsä                                                | achtervolging 10 km+15 km (m) | 8e        | +1.17,7 (10 km:28.36 + 15 km:39.43,4)               |
| Harri Kirvesniemi                                            | 10 km klassiek (m)            | 13e       | 28.22,5 (+58,0)                                     |
| Harri Kirvesniemi                                            | 30 km klassiek (m)            | 6e        | 1:37.45,9 (+3.50,1)                                 |
| Harri Kirvesniemi                                            | achtervolging 10 km+15 km (m) | dns       | niet gestart 15 km (10 km:28.22 + 15 km:dns)        |
| Mika Myllylä                                                 | 10 km klassiek (m)            | Brons     | 27.40,1 (+15,6)                                     |
| Mika Myllylä                                                 | 30 km klassiek (m)            | Goud      | 1:33.55,8                                           |
| Mika Myllylä                                                 | achtervolging 10 km+15 km (m) | 6e        | +48,9 (10 km:27.40 + 15 km:40.10,6)                 |
| Sami Repo                                                    | 10 km klassiek (m)            | 18e       | 28.51,3 (+1.26,8)                                   |
| Sami Repo                                                    | 30 km klassiek (m)            | 34e       | 1:42.16,8 (+8.21,0)                                 |
| Sami Repo                                                    | achtervolging 10 km+15 km (m) | 20e       | +3.01,2 (10 km:28.51 + 15 km:41.11,9)               |
| Team Harri Kirvesniemi Mika Myllylä Sami Repo Jari Isometsä  | 4x10 km estafette (m)         | Brons     | 1:42.15,5 (+1.19,8) 26.01,7 25.47,5 25.31,0 24.55,3 |
|                                                              |                               |           |                                                     |
| Milla Jauho                                                  | 15 km klassiek (v)            | 31e       | 51.38,6 (+4.43,2)                                   |
| Milla Jauho                                                  | 30 km vrije stijl (v)         | 50e       | 1:35.39,2 (+13.37,7)                                |
| Anita Nyman                                                  | 5 km klassiek (v)             | 56e       | 19.45,0 (+2.07,1)                                   |
| Anita Nyman                                                  | achtervolging 5 km+10 km (v)  | 44e       | +4.23,8 (5 km:19.45 + 10 km:30.45,7)                |
| Kati Pulkkinen                                               | 5 km klassiek (v)             | 57e       | 19.48,0 (+2.10,1)                                   |
| Kati Pulkkinen                                               | achtervolging 5 km+10 km (v)  | 51e       | +5.13,6 (5 km:19.48 + 10 km:31.32,5)                |
| Tuulikki Pyykkönen                                           | 5 km klassiek (v)             | 17e       | 18.42,8 (+1.04,9)                                   |
| Tuulikki Pyykkönen                                           | 15 km klassiek (v)            | 12e       | 49.13,5 (+2.18,1)                                   |
| Tuulikki Pyykkönen                                           | achtervolging 5 km+10 km (v)  | dns       | niet gestart 10 km (5 km:18.42 + 10 km:dns)         |
| Satu Salonen                                                 | 5 km klassiek (v)             | 18e       | 18.43,4 (+1.05,5)                                   |
| Satu Salonen                                                 | 15 km klassiek (v)            | 18e       | 49.27,6 (+2.32,2)                                   |
| Satu Salonen                                                 | achtervolging 5 km+10 km (v)  | 16e       | +2.02,1 (5 km:18.43 + 10 km:29.26,0)                |
| Kati Sundqvist                                               | 15 km klassiek (v)            | 41e       | 52.14,1 (+5.18,7)                                   |
| Team Tuulikki Pyykkönen Milla Jauho Satu Salonen Anita Nyman | 4x5 km estafette (v)          | 7e        | 57.34,3 (+2.20,8) 14.37,4 14.44,6 14.04,3 14.08,0   |

### Noordse combinatie
| Olympiër                                                      | Discipline      | Resultaat | Prestatie |
| ------------------------------------------------------------- | --------------- | --------- | --- |
| Samppa Lajunen                                                | individueel (m) | Zilver    | +27,5 — schans: 230,5 p — 15 km: 40.45,6 |
| Hannu Manninen                                                | individueel (m) | 11e       | +2.29,9 — schans: 207,0 p — 15 km: 40.27,0 |
| Tapio Nurmela                                                 | individueel (m) | 15e       | +3.10,5 — schans: 213,5 p — 15 km: 41.46,6 |
| Jari Mantila                                                  | individueel (m) | 27e       | +4.49,5 — schans: 212,0 p — 15 km: 43.16,6 |
| Team Samppa Lajunen Jari Mantila Tapio Nurmela Hannu Manninen | team (m)        | Zilver    | +1.18,9 — schans: 906,0 p — 20 km: 55.30,4 schans: 235,0 p — 5 km: 13.58,2 schans: 231,5 p — 5 km: 14.21,4 schans: 210,5 p — 5 km: 13.53,8 schans: 229,0 p — 5 km: 13.17,0 |

### Schaatsen
| Olympiër       | Discipline | Resultaat | Prestatie                   |
| -------------- | ---------- | --------- | --------------------------- |
| Janne Hänninen | 500 m (m)  | 18e       | 1.13,04 (+1,69) 36,58+36,46 |
| Janne Hänninen | 1000 m (m) | 21e       | 1.12,55 (+1,91)             |

### Schansspringen
| Olympiër                                                        | Discipline                     | Resultaat | Prestatie |
| --------------------------------------------------------------- | ------------------------------ | --------- | --- |
| Janne Ahonen                                                    | normale schans individueel (m) | 4e        | 231,5 punten 110,0 p. (86,5 m) + 121,5 p. (91,5 m) |
| Janne Ahonen                                                    | grote schans individueel (m)   | 37e       | 91,3 punten 91,3 p. (106,0 m) + niet geplaatst voor tweede ronde |
| Mika Laitinen                                                   | normale schans individueel (m) | 20e       | 199,0 punten 100,5 p. (82,5 m) + 98,5 p. (81,5 m) |
| Mika Laitinen                                                   | grote schans individueel (m)   | 18e       | 222,5 punten 114,6 p. (119,5 m) + 107,9 p. (115,5 m) |
| Ari-Pekka Nikkola                                               | normale schans individueel (m) | 15e       | 205,5 punten 101,5 p. (83,0 m) + 104,0 p. (83,5 m) |
| Ari-Pekka Nikkola                                               | grote schans individueel (m)   | 31e       | 94,3 punten 94,3 p. (108,5 m) + niet geplaatst voor tweede ronde |
| Jani Soininen                                                   | normale schans individueel (m) | Goud      | 234,5 punten 118,5 p. (90,0 m) + 116,0 p. (89,0 m) |
| Jani Soininen                                                   | grote schans individueel (m)   | Zilver    | 260,8 punten 130,6 p. (129,5 m) + 130,2 p. (126,5 m) |
| Team Ari-Pekka Nikkola Mika Laitinen Janne Ahonen Jani Soininen | grote schans team (m)          | 5e        | 833,9 punten 85,8 p. (103,5 m) + 117,1 p. (122,0 m) 101,6 p. (112,0 m) + 82,5 p. (102,5 m) 80,3 p. (101,0 m) + 132,9 p. (128,0 m) 102,9 p. (113,0 m) + 130,8 p. (131,0 m) |

### Snowboarden
| Olympiër         | Discipline   | Resultaat | Prestatie                            |
| ---------------- | ------------ | --------- | ------------------------------------ |
| Sebu Kuhlberg    | halfpipe (m) | 7e        | 76,6 p. kwal. 1: 33,4 kwal. 2:39,7 q |
| Jussi Oksanen    | halfpipe (m) | 11e       | 73,6 p. kwal. 1: 39,7 q              |
| Markus Hurme     | halfpipe (m) | 13e       | 73,0 p. kwal. 1: 41,1 q              |
| Aleksi Litovaara | halfpipe (m) | 14e       | 71,9 p. kwal. 1: 39,0 q              |
| Minna Hesso      | halfpipe (v) | 6e        | 70,8 p. kwal. 1: 34,2 kwal. 2:35,1 q |
| Satu Järvelä     | halfpipe (v) | 13e       | dnq kwal. 1: 31,8 kwal. 2:32,0       |

### IJshockey
| Olympiër | Discipline | Resultaat | Prestatie |
| --- | ---------- | --------- | --- |
| Teemu Selänne Aki Berg Tuomas Grönman Raimo Helminen Sami Kapanen Saku Koivu Jari Kurri Janne Laukkanen Jere Lehtinen Juha Lind Jyrki Lumme Jarmo Myllys Mika Nieminen Janne Niinimaa Teppo Numminen Ville Peltonen Kimmo Rintanen Ari Sulander Esa Tikkanen Kimmo Timonen Antti Törmänen Juha Ylönen     | mannen     | Brons     | Hoofdronde groep D: 0- 3 Finland - Tsjechië 3- 4 Finland - Rusland 8- 2 Finland - Kazachstan Kwartfinale: 2- 1 Finland - Zweden Halve finale: 4- 7 Finland - Rusland Bronzen finale: 3- 2 Finland - Canada |
| Sari Fisk Kirsi Hänninen Satu Huotari Marianne Ihalainen Johanna Ikonen Sari Krooks Emma Laaksonen Sanna Lankosaari Katja Lehto Marika Lehtimäki Riikka Nieminen Marja-Helena Pälvilä Tuula Puputti Karoliina Rantamäki Tiia Reima Katja Riipi Päivi Salo Maria Selin Liisa-Maria Sneck Petra Vaarakallio | vrouwen    | Brons     | Groepsfase: 6- 0 Finland - Zweden 11- 1 Finland - Japan 2- 4 Finland - Verenigde Staten 2- 4 Finland - Canada 6- 1 Finland - China Bronzen finale: 4- 1 Finland - China                                    |

Amerikaanse Maagdeneilanden · Andorra · Argentinië · Armenië · Australië · Azerbeidzjan · België · Bermuda · Bosnië en Herzegovina · Brazilië · Bulgarije · Canada · Chili · China · Chinees Taipei · Cyprus · Denemarken · Duitsland · Estland · Finland · Frankrijk · Georgië · Griekenland · Groot-Brittannië · Hongarije · Ierland · IJsland · India · Iran · Israël · Italië · Jamaica · Japan · Joegoslavië · Kazachstan · Kenia · Kirgizië · Kroatië · Letland · Liechtenstein · Litouwen · Luxemburg · Macedonië · Moldavië · Monaco · Mongolië · Nederland · Nieuw-Zeeland · Noord-Korea · Noorwegen · Oekraïne · Oezbekistan · Oostenrijk · Polen · Portugal · Puerto Rico · Roemenië · Rusland · Slovenië · Slowakije · Spanje · Trinidad en Tobago · Tsjechië · Turkije · Uruguay · Venezuela · Verenigde Staten · Wit-Rusland · Zuid-Afrika · Zuid-Korea · Zweden · Zwitserland